# 24-Stunden-Rennen auf dem Nürburgring 1999

Streckenführung für das 24-Stunden-Rennen ab 1995

Das 27. 24-Stunden-Rennen auf dem Nürburgring fand vom 5. auf den 6. Juni 1999 auf dem Nürburgring statt.

## Rennergebnis
Das Rennen 1999 gewann Zakspeed Racing mit Hans Jürgen Tiemann, Peter Zakowski, Klaus Ludwig und Marc Duez auf einer Chrysler Viper GTS-R vor zwei Porsche 993. Auf dem zweiten Platz kamen Jürgen Alzen, Ullrich Richter, Markus Oestreich und Jürgen von Gartzen ins Ziel, den dritten Rang belegte Grohs Motorsport mit Harald Becker, Patrick Simon, Nicolas Raeder und Harald Grohs am Steuer.
Die Sieger fuhren mit der Viper 143 Runden und legten damit 3626,34 km zurück. Von den 201 gestarteten Fahrzeugen wurden 140 gewertet.

## Streckenführung
Seit dem Umbau der Strecke im Jahr 1983 wurde das 24-Stunden-Rennen am Nürburgring auf einer Kombination aus Nordschleife und Grand-Prix-Strecke ausgetragen.

## Sonstiges
1999 konnte sich Chrysler als vierter Hersteller in die Siegerlisten des 24-Stunden-Rennens eintragen. Vorher waren nur Fahrzeuge von BMW, Porsche und Ford erfolgreich. Chrysler ist zudem der erste nicht-Deutsche Hersteller. Ford Deutschland ist zwar Teil des US-amerikanischen Ford-Konzerns, die siegreichen Fahrzeuge am Ring stammen zum großen Teil aus deutscher Entwicklung und Produktion, die entsprechenden Motorsportaktivitäten auf der Rundstrecke in Europa gingen zudem auch von Ford Deutschland aus.
1999 ging Abt Sportsline mit einem Audi A4 mit Erdgasantrieb an den Start. Grundlage war das Fahrzeug aus dem Super-Tourenwagen-Cup der Saison 1999, in der Teamchef Christian Abt als Fahrer Meister wurde. Der Audi A4 hatte wie auch für die STW Allradantrieb, jedoch anstelle des 2,0-Liter-Saugmotors mit etwa 300 PS (ca. 220 kW) einen Motor mit Turboaufladung und etwa der gleichen Leistung. In der Gesamtwertung belegte Christian Abt gemeinsam mit Christian Menzel und Jürgen Hohenester mit 25 Runden Rückstand den 52. Rang.
Zum 100-jährigen Jubiläum von Opel brachte die Motorsportabteilung einen ehemaligen DTM-Calibra zum 24-Stunden-Rennen, der allerdings von vornherein nicht voll im Rennen eingesetzt werden sollte. Exakt um null Uhr steuerte Volker Strycek den Calibra von der Strecke in das Festzelt, in dem die Jubiläumsfeier begann. In den 40 gefahrenen Runden hatte der Calibra aber noch einmal seine Klasse bewiesen und dem favorisierten Auto, der Zakspeed-Viper, pro Runde bis zu fünf Sekunden abgenommen.